# Josep Casas Genover
Josep Casas Genover (Camallera, 1957) és un arqueòleg català. L'any 1979 es va llicenciar en Filosofia i Lletres amb especialització d'Arqueologia, actualment és professor d'Arqueologia a la Universitat de Girona. Ha estat secretari dels municipis de Viladamat, Albons i La Tallada d'Empordà.